# Regierungschef von Liechtenstein
Der Regierungschef des Fürstentums Liechtenstein ist Chef der Regierung des Fürstentums Liechtenstein. Amtsinhaberin seit dem 10. April 2025 ist Brigitte Haas (VU). Sie bildet das Kabinett Haas und somit die 39. Regierung des Fürstentums Liechtenstein.

## Kompetenzen
Die Kompetenzen und Befugnisse des Regierungschefs von Liechtenstein werden in der Liechtensteinschen Verfassung im VII. Hauptstück «Von der Regierung» geregelt. Nach Artikel 78 der Liechtensteinischen Verfassung ist die Regierung des Fürstentums Liechtenstein für die gesamte Landesverwaltung zuständig, deren Mitglied der Regierungschef von Liechtenstein ist. Er hat den Vorsitz der Regierung, «besorgt die ihm unmittelbar vom Fürsten übertragenen Geschäfte und die Gegenzeichnung der Gesetze sowie der vom Fürsten oder einer Regentschaft ausgehenden Erlässe und Verordnungen und geniesst bei öffentlichen Feierlichkeiten die dem Repräsentanten des Landesfürsten vorschriftsgemäss zustehenden Vorzüge.» (Art. 85). Die Regierung selbst wird in der Verfassung ausdrücklich als «Kollegialregierung» benannt, sodass de jure der Regierungschef ein Primus inter pares ist, der bei Stimmgleichheit entscheidet (Art. 81). Des Weiteren unterzeichnet er «die von der Regierung auf Grund kollegialer Behandlung ausgehenden Erlässe und Verfügungen» (Art. 89).

## Ernennung
Genau wie die restlichen Mitglieder der Regierung des Fürstentum Liechtensteins wird er für eine Dauer von vier Jahren vom Fürsten auf Vorschlag des Landtages ernannt. Eines der anderen Regierungsmitglieder wird als sein Stellvertreter benannt. Wie jedes Regierungsmitglied muss der Regierungschef die liechtensteinische Staatsangehörigkeit und das passive Wahlrecht zum Landtag besitzen.